# Hurst (Texas)
Hurst város az USA Texas államában, Tarrant megyében. Lakosainak száma 40 413 fő (2020. április 1.).

## Népesség
A település népességének változása:

| 2010 | 37 337 |
| 2020 | 40 413 |